# 蘇米夫卡
48°29′14″N 29°29′35″E / 48.48722°N 29.49306°E
蘇米夫卡（烏克蘭語：Сумівка），是烏克蘭的村落，位於該國西南部文尼察州，由海辛區負責管轄，始建於1629年，面積24.41平方公里，海拔高度159米，2001年人口1,184，人口密度每平方公里48.5人。